# 65-й отдельный зенитный артиллерийский дивизион
Не следует путать с 65-м отдельным зенитным артиллерийским дивизионом 41-й стрелковой дивизии
65-й отдельный зенитный артиллерийский дивизион — воинское подразделение вооружённых СССР в Великой Отечественной войне.

## История
Сформирован, вероятно, в феврале 1941 года. На вооружении дивизиона находилась 37-мм автоматическая зенитная пушка образца 1939 года (61-К).
В составе действующей армии с 22.06.1941 по 31.12.1944. Находился в составе ПВО страны, кроме ноября-декабря 1941 года, когда находился в составе РККА.
На 22.06.1941 года обеспечивал противовоздушную оборону железнодорожных мостов на реках Оять, Пашу и Сясь. Осенью 1941 года поставлен на оборону железнодорожного моста через Волхов, а частью на косу Кобона, где находились склады продовольствия для блокадного Ленинграда.
В декабре 1941 года, после освобождения Тихвина 1-я батарея была отряжена для обороны вокзала Тихвина, орудия второй батареи находились на прикрытии штаба Волховского фронта.
Третья батарея под командованием лейтенанта С. М. Тюрина сбила До-215, выставив орудие в стороне от батареи и взяла в плен обер-лейтенанта, обеспечивающего связь между немецкими и финскими войсками.
После Ленинградско-Новгородской операции, в феврале 1944 года передислоцирован в район Любани: 1-я и 2-я батареи дислоцировались в Любани, 2-я батарея охраняла мост через Тигоду, 1-й взвод 1-й батареи — вокзал и большие склады трофейных боеприпасов, 2-й взвод — мост через Равонь. 3-я батарея дислоцировалась в районе дачного посёлка Ушаки.
В конце августа 1944 года переброшен в верховья Нарва, где располагаясь на правом берегу реки, обеспечивал прикрытие переправ на плацдарм. Осенью 1944 года переправился на пароме между Чудским и Псковским озёрами, встал на оборону военных объектов в Тарту, а в конце войны переброшен на усиление охраны таллинского порта, где и встретил победу.
После войны расформирован.

## Подчинение
| Дата            | Фронт (округ) ПВО       | Армия                       | Дивизионный район ПВО (дивизия) | Бригадный район ПВО (бригада) | Полк ПВО                                 | Примечания |
| --------------- | ----------------------- | --------------------------- | ------------------------------- | ----------------------------- | ---------------------------------------- | ---------- |
| 22.06.1941 года | Северный фронт          | -                           | -                               | Свирский бригадный район ПВО  | -                                        | -          |
| 01.07.1941 года | Северный фронт          | -                           | -                               | Свирский бригадный район ПВО  | -                                        | -          |
| 10.07.1941 года | Северный фронт          | -                           | -                               | Свирский бригадный район ПВО  | -                                        | -          |
| 01.08.1941 года | Северный фронт          | -                           | -                               | Свирский бригадный район ПВО  | -                                        | -          |
| 01.09.1941 года | Ленинградский фронт     | -                           | -                               | Свирский бригадный район ПВО  | -                                        | -          |
| 01.10.1941 года | Ленинградский фронт     | -                           | -                               | Свирский бригадный район ПВО  | -                                        | -          |
| 01.11.1941 года | Ленинградский фронт     | -                           | -                               | Свирский бригадный район ПВО  | -                                        | -          |
| 01.12.1941 года | -                       | 7-я отдельная армия         | -                               | -                             | -                                        | -          |
| 01.01.1942 года | Ленинградский фронт ПВО | -                           | -                               | Свирский бригадный район ПВО  | -                                        | -          |
| 01.02.1942 года | Ленинградский фронт ПВО | -                           | -                               | Свирский бригадный район ПВО  | -                                        | -          |
| 01.03.1942 года | Ленинградский фронт ПВО | -                           | -                               | Свирский бригадный район ПВО  | -                                        | -          |
| 01.04.1942 года | Ленинградский фронт ПВО | -                           | -                               | Свирский бригадный район ПВО  | -                                        | -          |
| 01.05.1942 года | Ленинградский фронт ПВО | -                           | -                               | Свирский бригадный район ПВО  | -                                        | -          |
| 01.06.1942 года | Ленинградский фронт ПВО | -                           | -                               | Свирский бригадный район ПВО  | -                                        | -          |
| 01.07.1942 года | Ленинградский фронт ПВО | -                           | -                               | Свирский бригадный район ПВО  | -                                        | -          |
| 01.08.1942 года | Ленинградский фронт ПВО | -                           | -                               | Свирский бригадный район ПВО  | -                                        | -          |
| 01.09.1942 года | Ленинградский фронт ПВО | -                           | Ладожский дивизионный район ПВО | -                             | -                                        | -          |
| 01.10.1942 года | Ленинградский фронт ПВО | -                           | Ладожский дивизионный район ПВО | -                             | -                                        | -          |
| 01.11.1942 года | Ленинградский фронт ПВО | -                           | Ладожский дивизионный район ПВО | -                             | -                                        | -          |
| 01.12.1942 года | Ленинградский фронт ПВО | -                           | Ладожский дивизионный район ПВО | -                             | -                                        | -          |
| 01.01.1943 года | Ленинградский фронт ПВО | -                           | Ладожский дивизионный район ПВО | -                             | -                                        | -          |
| 01.02.1943 года | Ленинградский фронт ПВО | -                           | Ладожский дивизионный район ПВО | -                             | -                                        | -          |
| 01.03.1943 года | Ленинградский фронт ПВО | -                           | Ладожский дивизионный район ПВО | -                             | -                                        | -          |
| 01.04.1943 года | Ленинградский фронт ПВО | -                           | Ладожский дивизионный район ПВО | -                             | -                                        | -          |
| 01.05.1943 года | Ленинградский фронт ПВО | -                           | Ладожский дивизионный район ПВО | -                             | -                                        | -          |
| 01.06.1943 года | Ленинградский фронт ПВО | -                           | Ладожский дивизионный район ПВО | -                             | -                                        | -          |
| 01.07.1943 года | -                       | Ленинградская армия ПВО     | Ладожский дивизионный район ПВО | -                             | -                                        | -          |
| 01.08.1943 года | -                       | Ленинградская армия ПВО     | Ладожский дивизионный район ПВО | -                             | Осиновецкий зенитный артиллерийский полк | -          |
| 01.09.1943 года | -                       | Ленинградская армия ПВО     | Ладожский дивизионный район ПВО | -                             | Осиновецкий зенитный артиллерийский полк | -          |
| 01.10.1943 года | -                       | Ленинградская армия ПВО     | Ладожский дивизионный район ПВО | -                             | Осиновецкий зенитный артиллерийский полк | -          |
| 01.11.1943 года | -                       | Ленинградская армия ПВО     | Ладожский дивизионный район ПВО | -                             | Осиновецкий зенитный артиллерийский полк | -          |
| 01.12.1943 года | -                       | Ленинградская армия ПВО     | Ладожский дивизионный район ПВО | -                             | Осиновецкий зенитный артиллерийский полк | -          |
| 01.01.1944 года | -                       | Ленинградская армия ПВО     | Ладожский дивизионный район ПВО | -                             | -                                        | -          |
| 01.02.1944 года | -                       | Ленинградская армия ПВО     | Ладожский дивизионный район ПВО | -                             | -                                        | -          |
| 01.03.1944 года | -                       | Ленинградская армия ПВО     | Ладожский дивизионный район ПВО | -                             | -                                        | -          |
| 01.04.1944 года | -                       | Ленинградская армия ПВО     | Ладожский дивизионный район ПВО | -                             | -                                        | -          |
| 01.05.1944 года | -                       | Ленинградская армия ПВО     | Ладожский дивизионный район ПВО | -                             | -                                        | -          |
| 01.06.1944 года | -                       | Ленинградская армия ПВО     | 77-я дивизия ПВО                | -                             | -                                        | -          |
| 01.07.1944 года | -                       | Ленинградская армия ПВО     | 77-я дивизия ПВО                | -                             | -                                        | -          |
| 01.08.1944 года | -                       | Ленинградская армия ПВО     | 77-я дивизия ПВО                | -                             | -                                        | -          |
| 01.09.1944 года | -                       | Ленинградская армия ПВО     | 77-я дивизия ПВО                | -                             | -                                        | -          |
| 01.10.1944 года | -                       | Ленинградская армия ПВО     | 77-я дивизия ПВО                | -                             | -                                        | -          |
| 01.11.1944 года | -                       | Особая Московская армия ПВО | -                               | -                             | -                                        | -          |
| 01.12.1944 года | -                       | Ленинградская армия ПВО     | 77-я дивизия ПВО                | -                             | -                                        | -          |
| 01.01.1945 года | Западный фронт ПВО      | -                           | 77-я дивизия ПВО                | -                             | -                                        | -          |
| 01.02.1945 года | Западный фронт ПВО      | -                           | 77-я дивизия ПВО                | -                             | -                                        | -          |
| 01.03.1945 года | Западный фронт ПВО      | -                           | 77-я дивизия ПВО                | -                             | -                                        | -          |
| 01.04.1945 года | Западный фронт ПВО      | -                           | 77-я дивизия ПВО                | -                             | -                                        | -          |
| 01.05.1945 года | Западный фронт ПВО      | -                           | 77-я дивизия ПВО                | -                             | -                                        | -          |